# NS 1300 (stoomlocomotief)
De serie NS 1300 was een serie stoomlocomotieven van de Nederlandse Spoorwegen (NS), geleverd in 1880-1895 aan de voorgangers Maatschappij tot Exploitatie van Staatsspoorwegen (SS) en Noord-Brabantsch-Duitsche Spoorweg-Maatschappij (NBDS).

## SS 301-475
Deze serie volgde de serie 101–150 op die geleverd was in de jaren 1872-1879. Na de invoering van de Westinghouserem, waarbij de machinist niet alleen de locomotief maar ook de rijtuigen kon laten remmen, kon de snelheid op het spoorwegnet worden verhoogd en besloot de SS niet de serie 101-150 uit te breiden, maar nieuwe, sterkere locomotieven aan te schaffen.
Tussen 1880 en 1895 werden 175 locomotieven gebouwd door de fabriek van Beyer, Peacock and Company in Manchester. Doordat dit bij aanschaf de grootste 1B-locomotieven van Europa waren, met de lichtgroene kleurstelling van de SS, kregen deze locomotieven de bijnaam Grote Groenen.
De tenders van de 301-398 hadden een waterinhoud van 10,3 m³. Vanaf de 399 werd de waterinhoud van de tenders vergroot tot 13 m³ door een verdiept gedeelte tussen de frameplaten. Later werd bij de 301-398 de waterinhoud van de tenders op dezelfde wijze vergroot.
Bij de samenvoeging van het materieelpark van de HSM en de SS tot de Nederlandse Spoorwegen in 1921 kregen deze locomotieven de NS-nummers 1301-1475, waarbij de nummers 1462-1466 op aflevervolgorde werden toegekend, in afwijking van de SS-nummers 463-466 en 462. Tussen 1925 en 1940 werd de serie buiten dienst gesteld, waarvan het grootste aantal in 1935.
De NS 1326, afgevoerd in 1939, bleef behouden en bevindt zich in Het Spoorwegmuseum, teruggebracht in de Staatsspoor-uitvoering als SS 326.

## NBDS 6, 7, 11
De mailtreinen, die sinds 1888 via Venlo werden geleid, keerden in december 1892 terug op de spoorlijn Boxtel - Wesel, het "Duits Lijntje". Daarvoor bestelde de NBDS een drietal 1B-sneltreinlocomotieven bij Beyer, Peacock and Company in Manchester. Anders dan de verwante NBDS 8-10 uit 1881-1887 waren deze locomotieven volledig gelijk aan de Grote Groenen 301-375 van de SS. Om ondanks de levertermijn op tijd over een nieuwe locomotief te kunnen beschikken werd de reeds in aanbouw zijnde SS 462 afgebouwd voor de NBDS en kwam in november 1892 als NBDS 7 in dienst. Voor de SS werd een nieuwe locomotief als SS 462 gebouwd.
Nadat de NBDS in 1919 opging in de SS werden deze locomotieven als SS 476-478 in het materieelpark van de SS opgenomen, om twee jaar later, bij de samenvoeging van het materieelpark van de HSM en de SS tot Nederlandse Spoorwegen de NS-nummers 1476-1478 te krijgen. In 1933 werd de 1477 afgevoerd. De 1476 en 1478 volgden in 1936.

## SS 701
In 1892 bouwde Beyer, Peacock and Company een compoundlocomotief die bij de SS het nummer 701 kreeg. Met de indienststelling van de serie 701-706 in 1910 werd deze machine in 1909 vernummerd in 479. In 1921 kreeg de loc het NS-nummer 1479. Omdat het compoundsysteem geen besparing opleverde verbouwde de NS de locomotief in 1924 tot enkelvoudige expansie, waardoor hij niet meer verschilde van de 1401-1478. In 1936 werd de l479 afgevoerd.

## Overzicht
| Fabrieksnummers | In dienst | NBDS nummer | SS nummers           | NS nummers | Uit dienst | Bijzonderheden                                                                    |
| --------------- | --------- | ----------- | -------------------- | ---------- | ---------- | --------------------------------------------------------------------------------- |
| 1923-1929       | 1880      |             | 301-307              | 1301-1307  | 1925-1937  |                                                                                   |
| 1971-1975       | 1880      |             | 308-312              | 1308-1312  | 1925-1936  |                                                                                   |
| 2031-2035       | 1880      |             | 313-317              | 1313-1317  | 1926-1937  |                                                                                   |
| 2093-2102       | 1881      |             | 318-327              | 1318-1327  | 1925-1939  | NS 1326, gerestaureerd naar de staat van SS 326, bewaard door Het Spoorwegmuseum. |
| 2118-2122       | 1882      |             | 328-332              | 1328-1332  | 1931-1935  |                                                                                   |
| 2143-2147       | 1882      |             | 333-337              | 1333-1337  | 1931-1939  |                                                                                   |
| 2251-2260       | 1882      |             | 338-347              | 1338-1347  | 1925-1939  |                                                                                   |
| 2354-2371       | 1883      |             | 348-365              | 1348-1365  | 1926-1937  |                                                                                   |
| 2468-2477       | 1884      |             | 366-375              | 1366-1375  | 1926-1935  |                                                                                   |
| 2521-2527       | 1885      |             | 376-382              | 1376-1382  | 1924-1940  |                                                                                   |
| 2669-2673       | 1885      |             | 383-387              | 1383-1387  | 1932-1935  |                                                                                   |
| 2701-2710       | 1886      |             | 388-397              | 1388-1397  | 1929-1935  |                                                                                   |
| 2822            | 1888      |             | 398                  | 1398       | 1935       |                                                                                   |
| 3047-3056       | 1889      |             | 399-408              | 1399-1408  | 1926-1935  |                                                                                   |
| 3087-3088       | 1889      |             | 409-410              | 1409-1410  | 1932-1933  |                                                                                   |
| 3366-3385       | 1891      |             | 411-430              | 1411-1430  | 1929-1937  |                                                                                   |
| 3394            | 1892      |             | 701, sinds 1909: 479 | 1479       | 1936       | Van oorsprong compoundlocomotief, na verbouwing gelijk aan de rest.               |
| 3450-3454       | 1891      |             | 431-435              | 1431-1435  | 1932-1940  |                                                                                   |
| 3471-3495       | 1892      |             | 436-460              | 1436-1460  | 1930-1939  |                                                                                   |
| 3522            | 1892      |             | 461                  | 1461       | 1937       |                                                                                   |
| 3523            | 1892      | 7           | 477                  | 1477       | 1933       | Bouw begonnen als SS 462, maar afgeleverd als NBDS 7.                             |
| 3524-3526       | 1892      |             | 463-465              | 1462-1464  | 1931-1939  |                                                                                   |
| 3546            | 1893      |             | 462                  | 1465       | 1937       | Vervangende SS 462, nadat de oorspronkelijke als NBDS 7 werd afgeleverd.          |
| 3539            | 1893      | 6           | 476                  | 1476       | 1936       |                                                                                   |
| 3614            | 1894      | 11          | 478                  | 1478       | 1936       |                                                                                   |
| 3683-3692       | 1895      |             | 466-475              | 1466-1475  | 1934-1939  |                                                                                   |

## Galerij

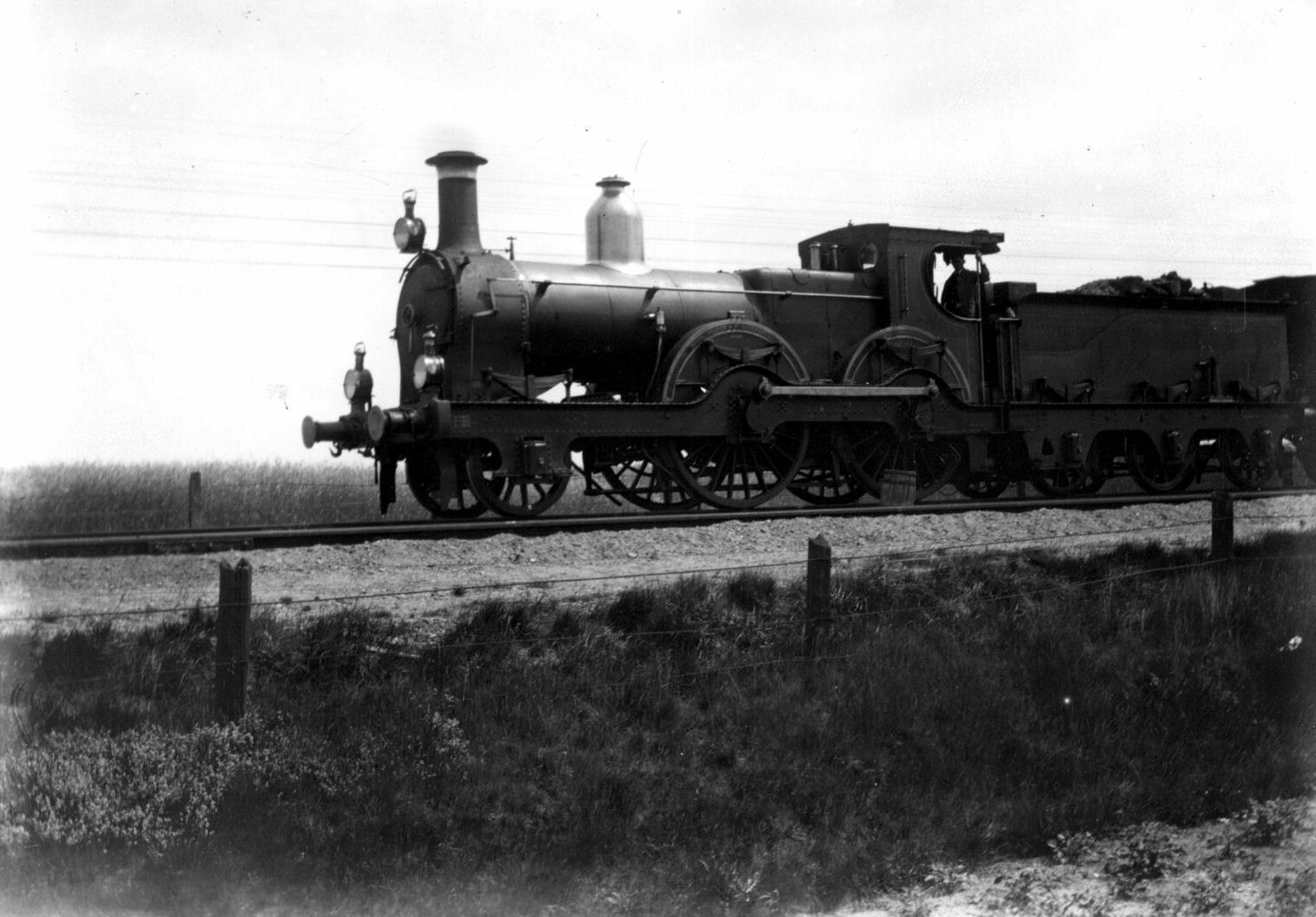
Een locomotief uit de serie NS 1300/1400. (1910 - 1920)
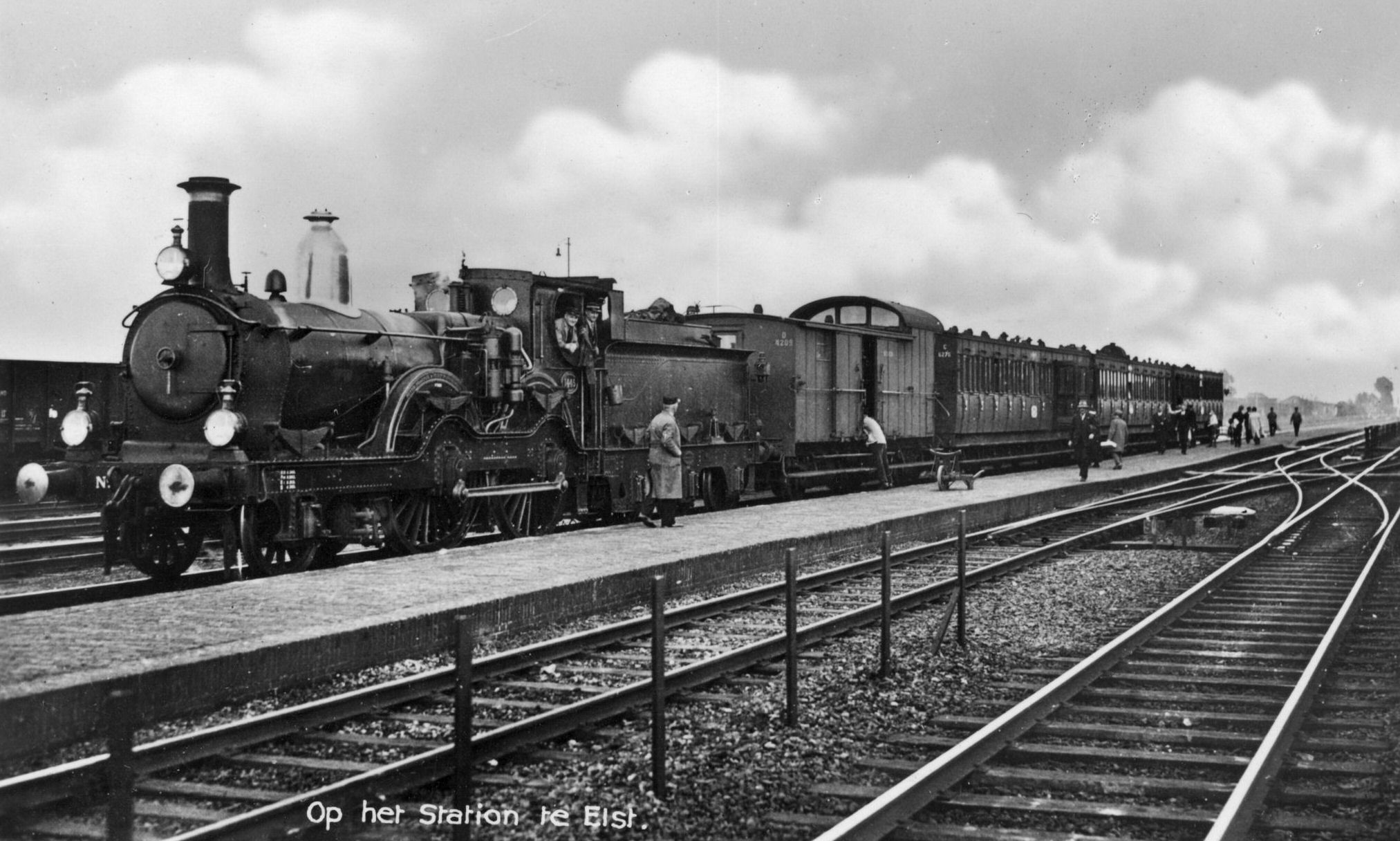
NS 1445 met een trein langs het perron van Elst. (1935 - 1940)
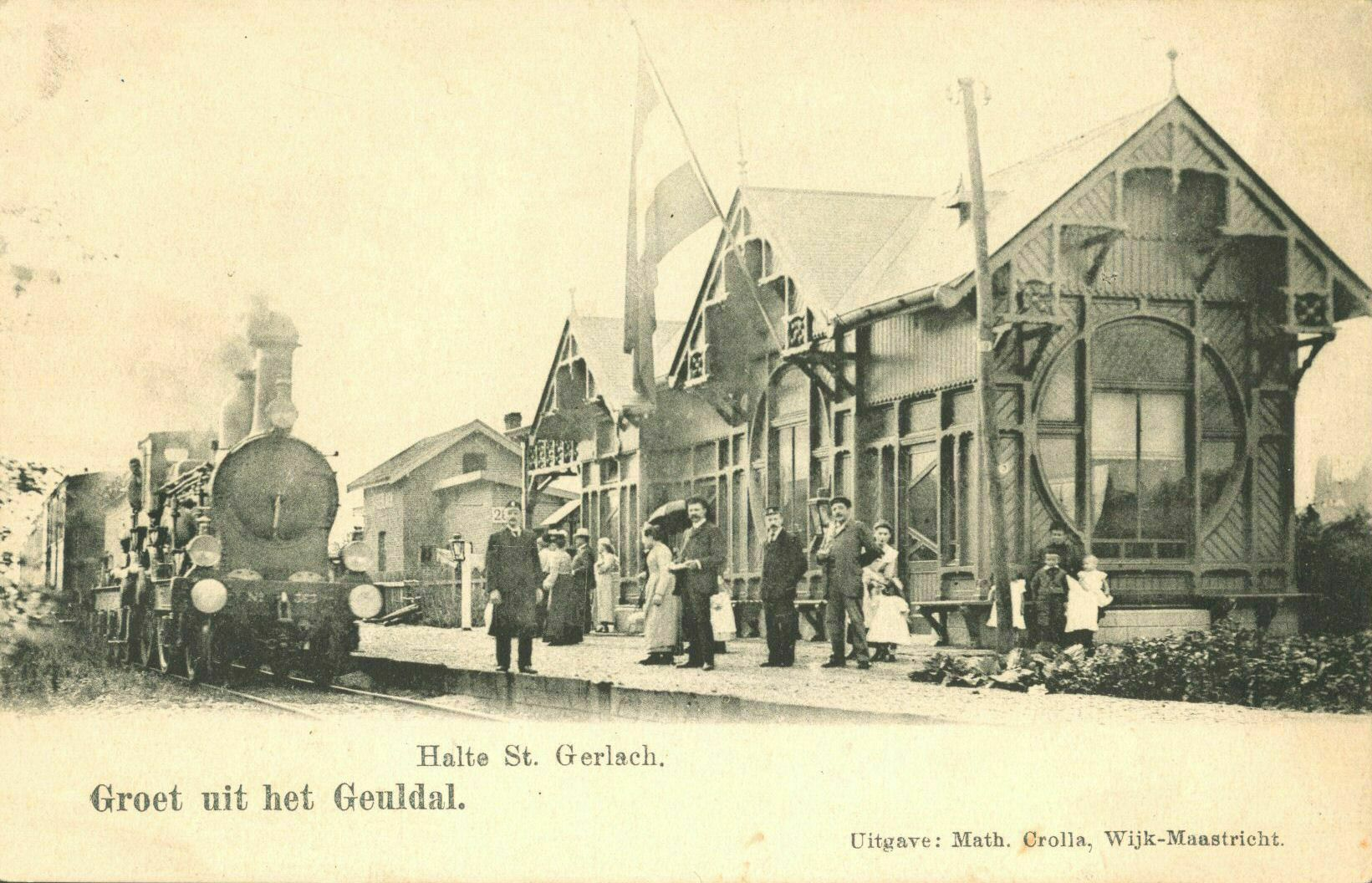
NS 1363 (SS 363) bij station St. Gerlach. (1903)
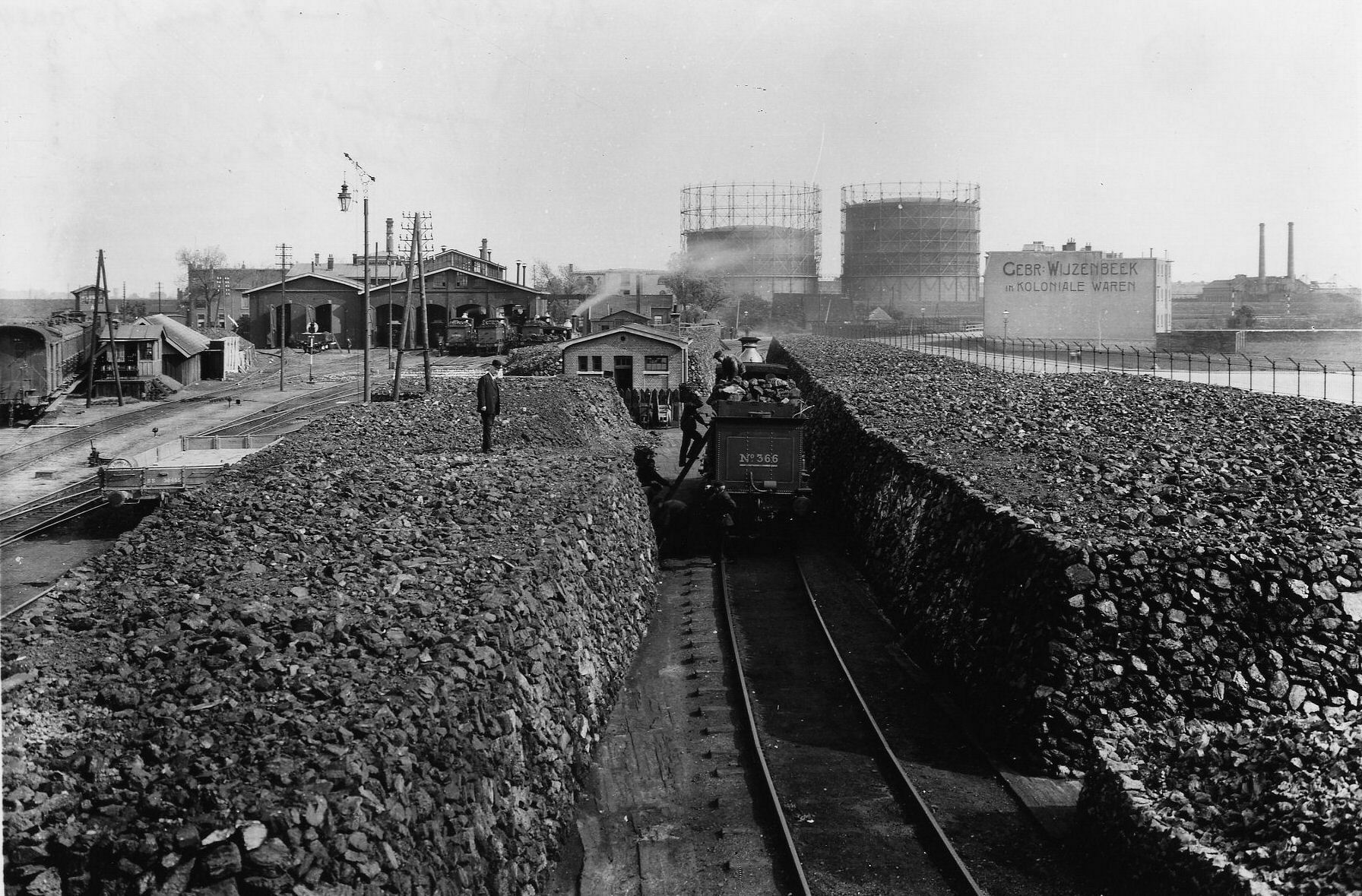
NS 1366 tussen de kolen op het kolen depot van Den Haag. (1913)
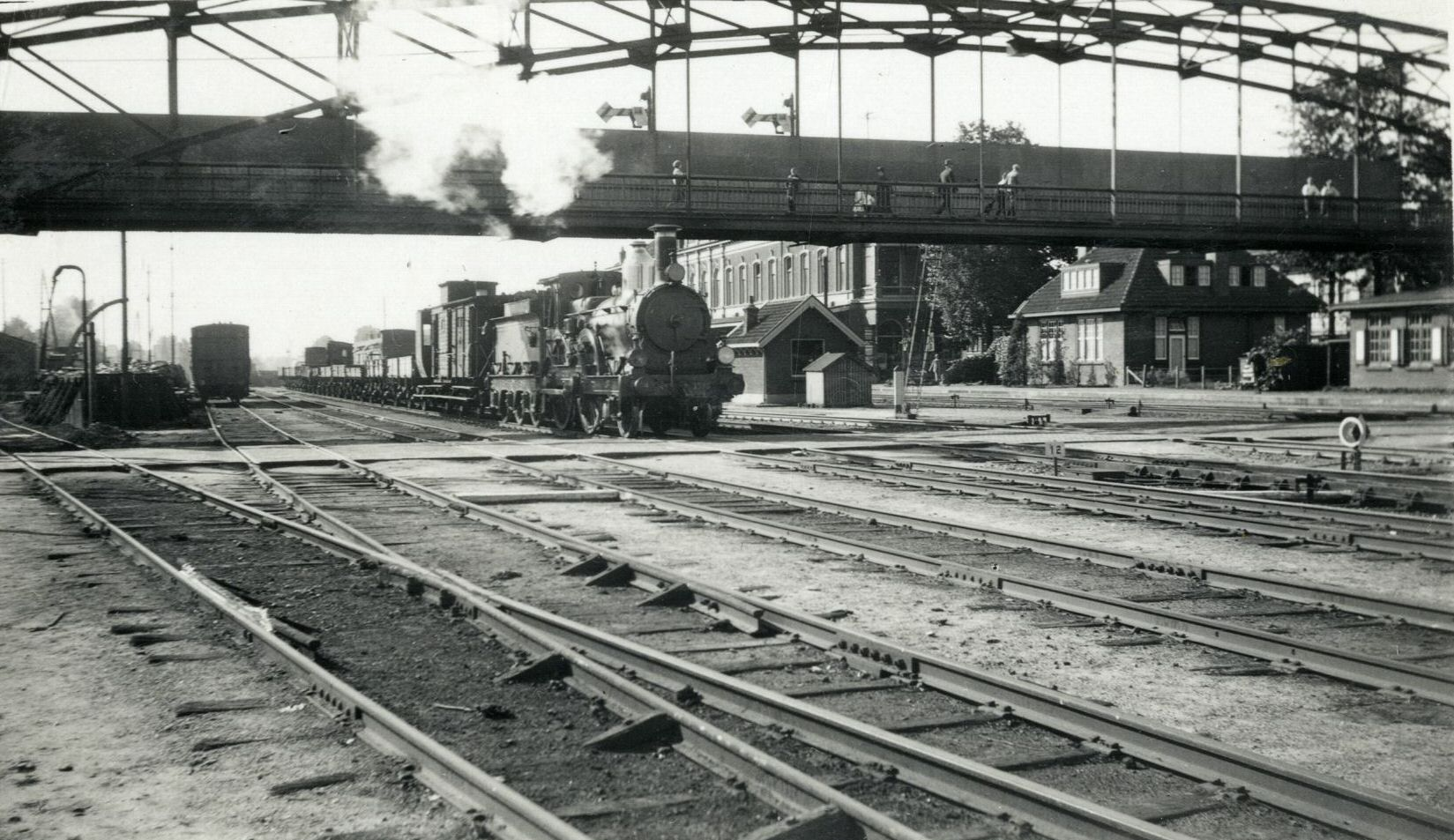
NS 1389 met een zandtrein bij Hilversum. (1930 - 1940)
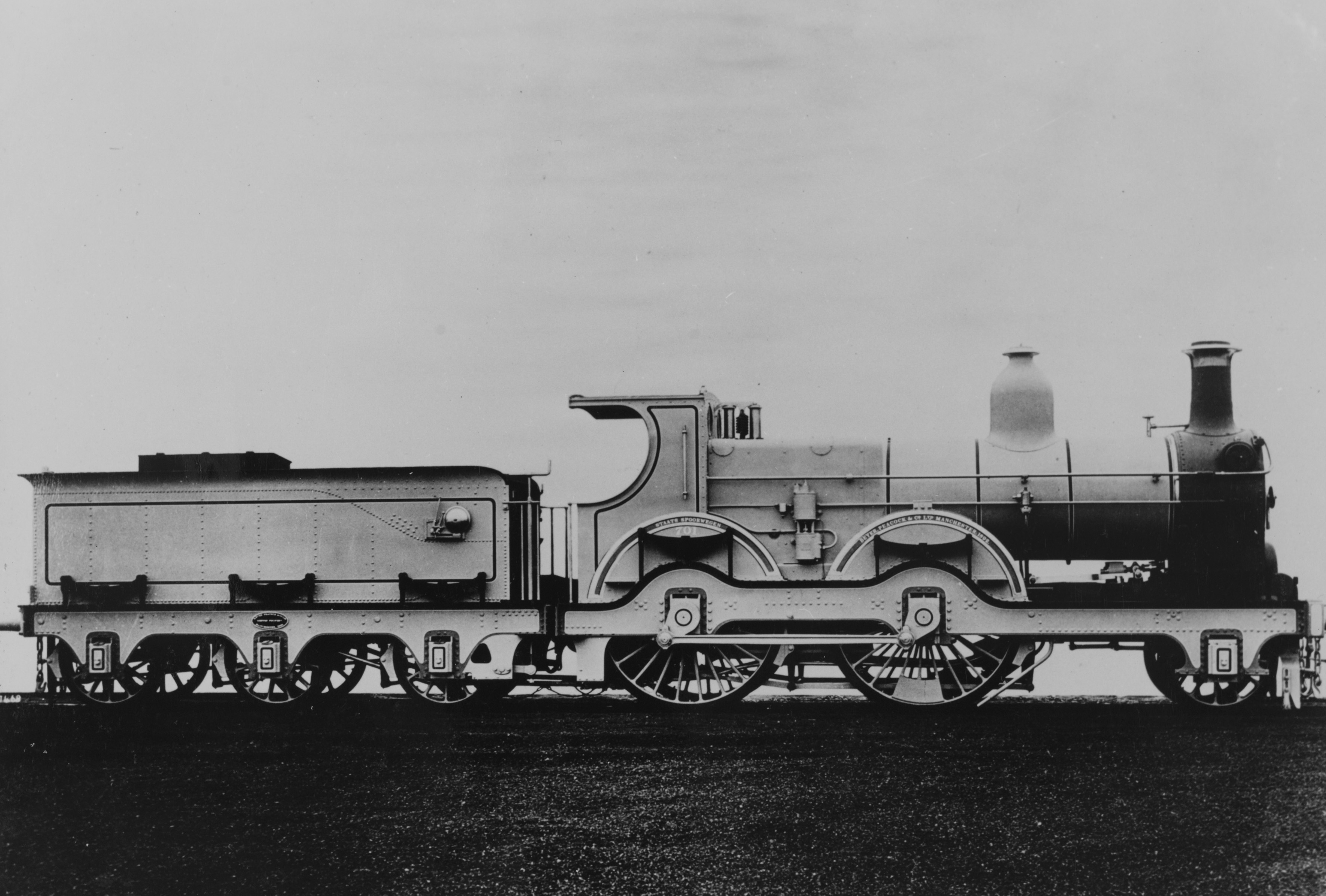
NS 1479 compoundlocomotief (1892)
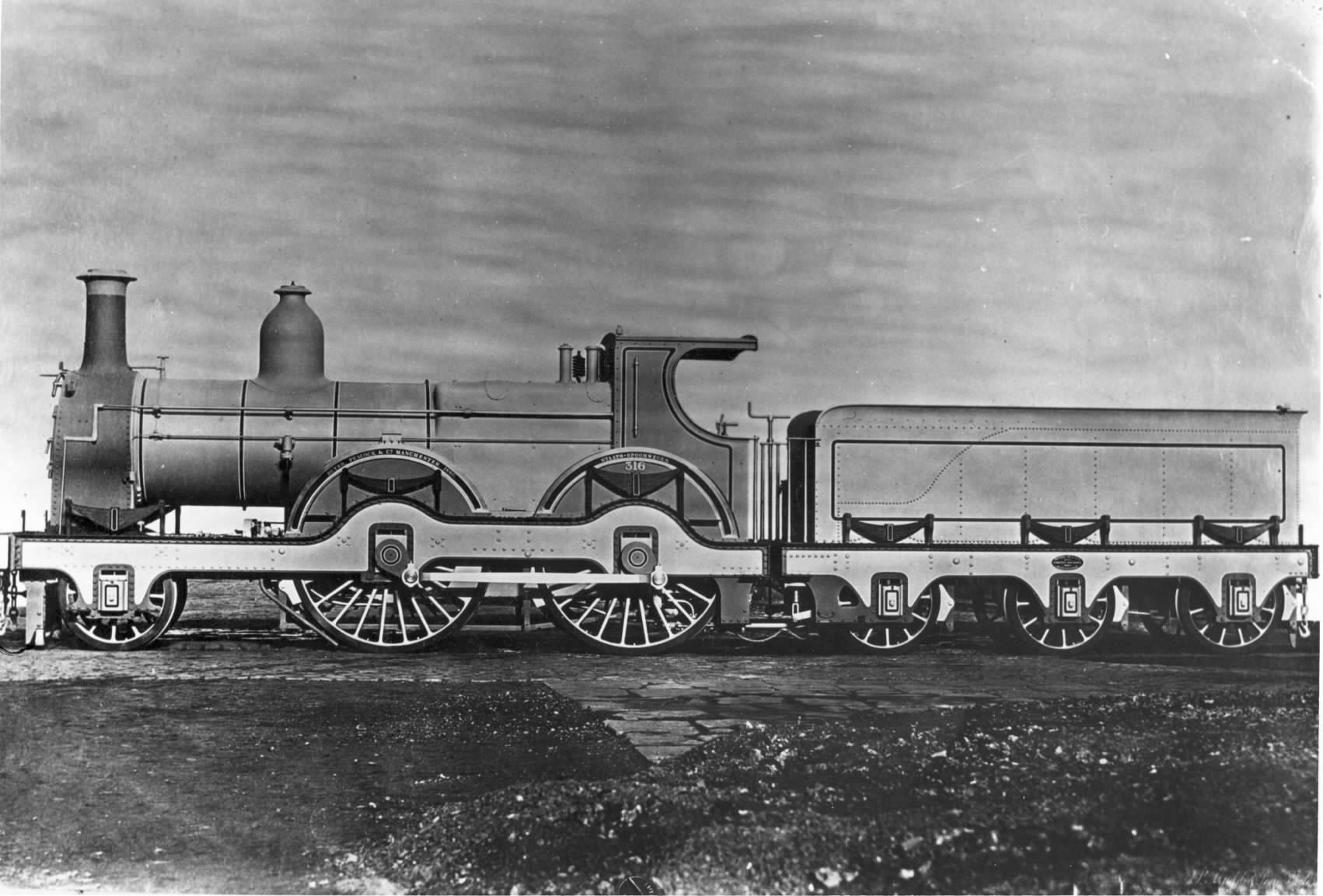
NS 1316 vermoedelijk fabrieksnieuw (1880)
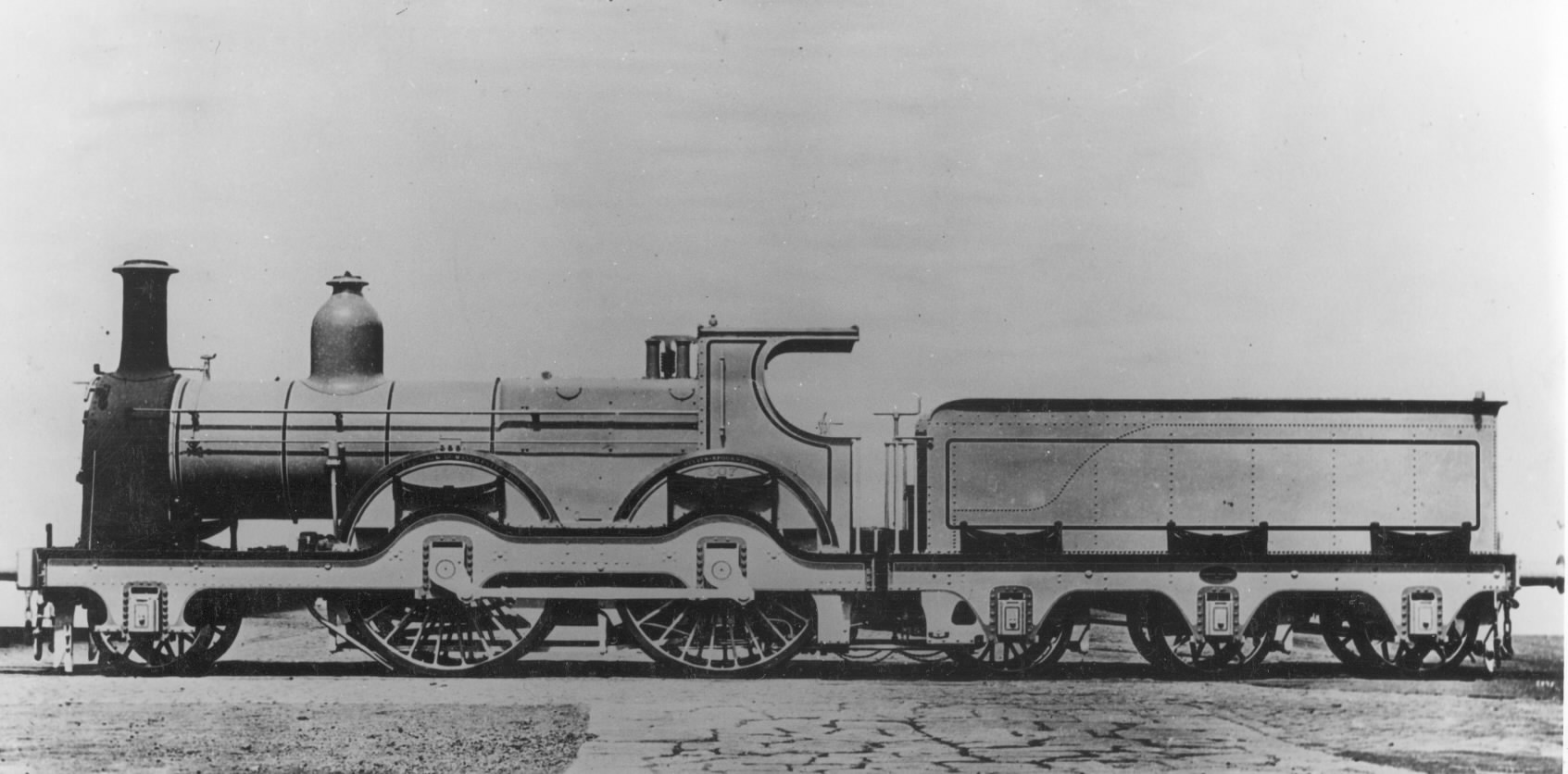
NS 1307 vermoedelijk fabrieksnieuw (1880)
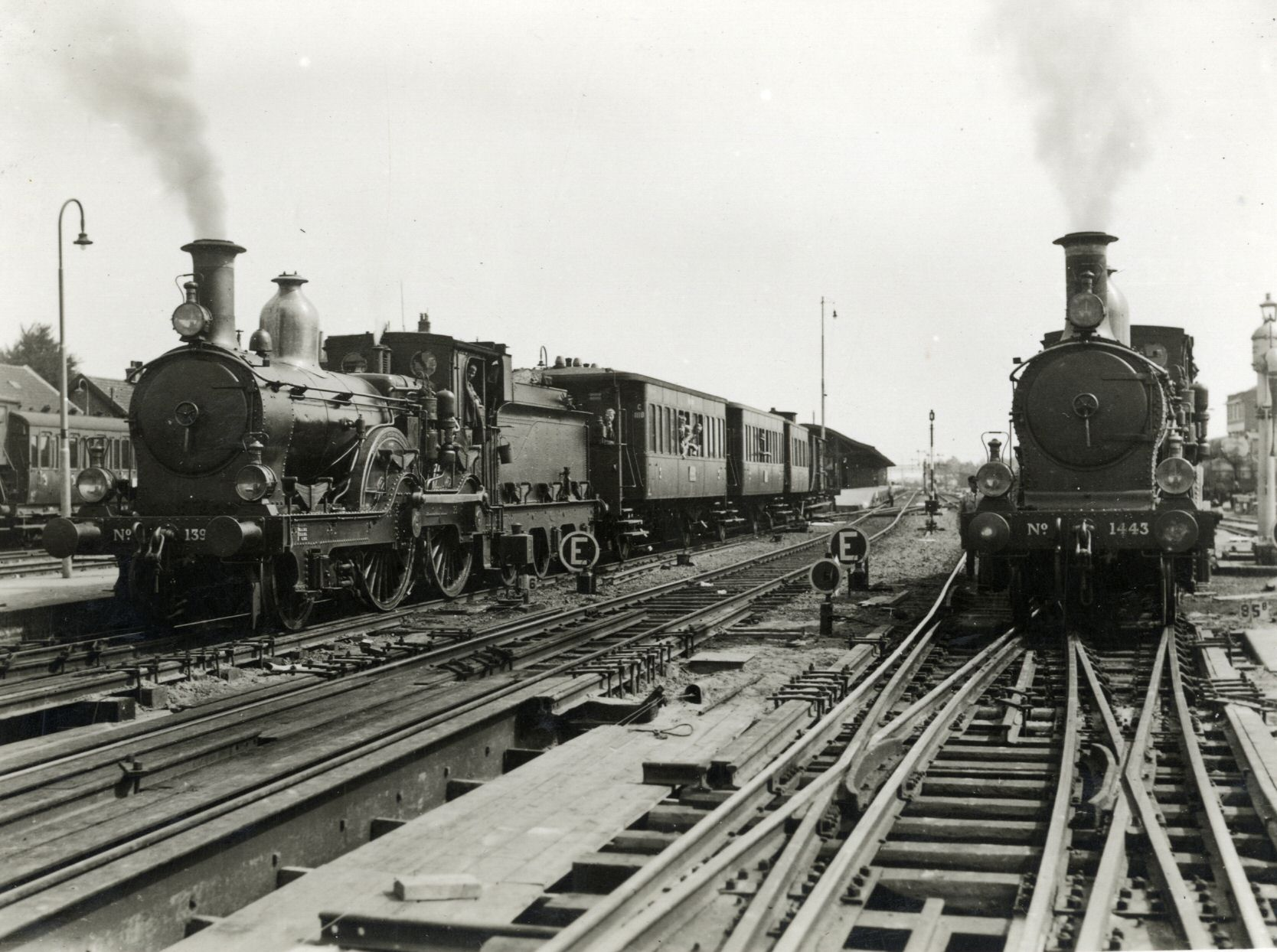
NS 139X en NS 1443 (1930 - 1940)
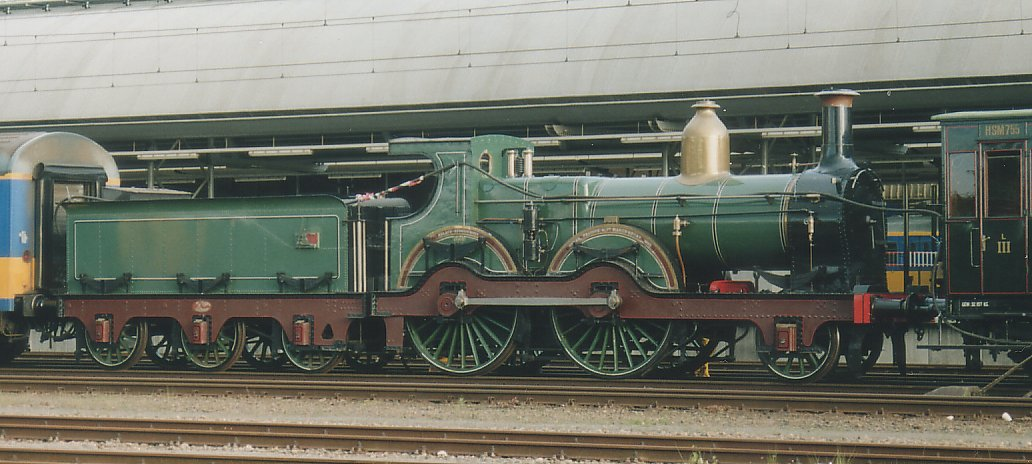
SS 326 van Het Spoorwegmuseum, op transport van Amersfoort terug naar het verbouwde museum.
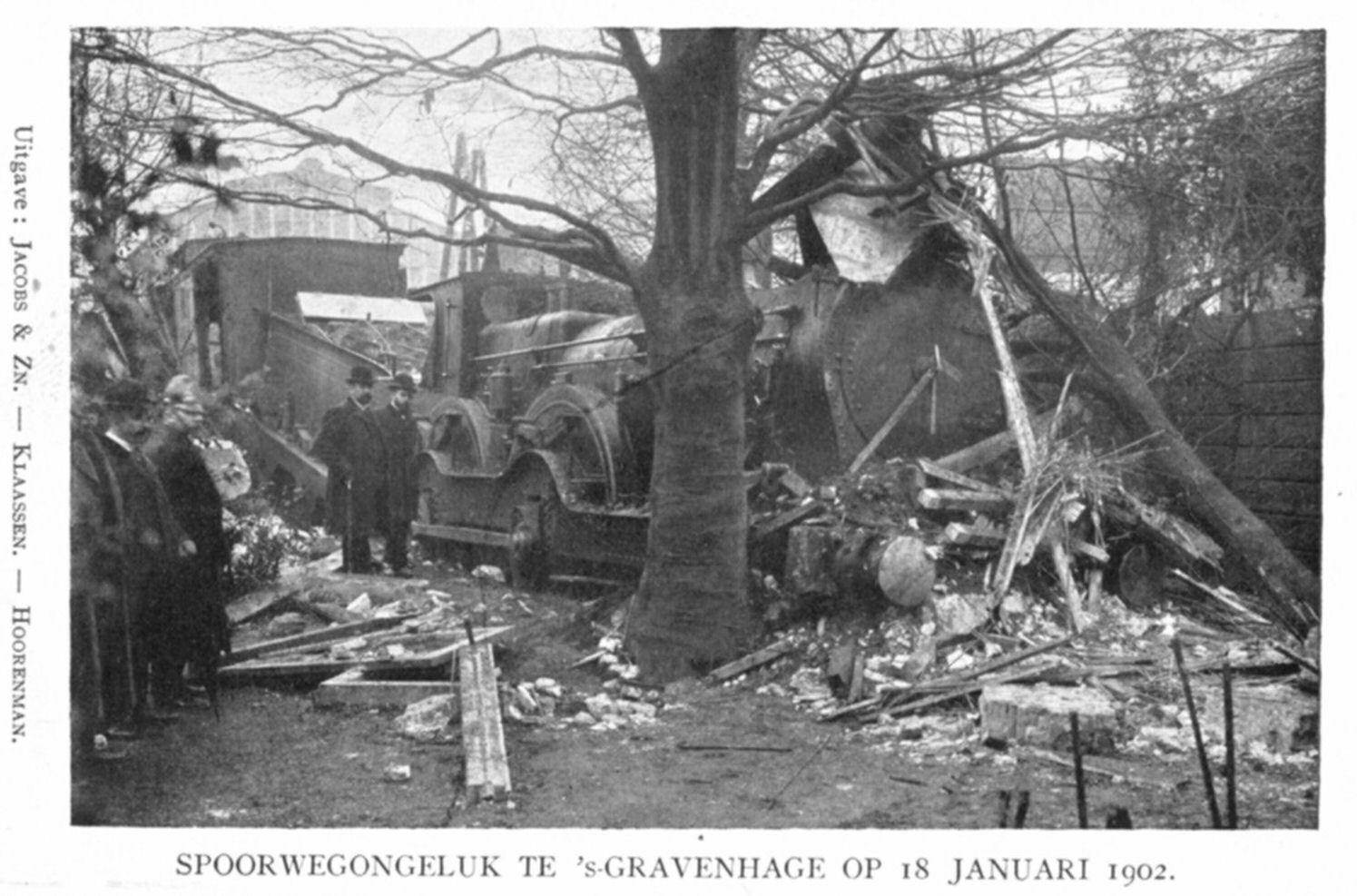
Een serie 1300/400 locomotief in de tuin van het Hotel De Hertenkamp te Den Haag, na door een stootjuk te zijn gereden op het station Den Haag S.S. (18-01-1902)

Station Utrecht Maliebaan · Heimwee Express · Pendeldienst naar Utrecht Centraal · Afbeeldingen